# Kerstin Metzler-Mennenga
Kerstin Metzler-Mennenga (* 20. Mai 1981 in Chur als Kerstin Mennenga) ist eine liechtensteinische Langstreckenläuferin.

## Leben
2005 wurde sie auf der Halbmarathonstrecke des Tirol Speed Marathons Zweite in 1:22:36 h, wobei dieser Kurs wegen des starken Gefälles nicht rekordtauglich ist. Im selben Jahr belegte sie bei den Halbmarathon-Weltmeisterschaften in Edmonton den 58. Platz in 1:25:29 h.
Am 24. August 2006 will sie in München mit 36:57,24 min einen Landesrekord im 10.000-Meter-Lauf aufgestellt haben, der ihr allerdings Ende 2007 wieder aberkannt wurde.
Beim Berlin-Marathon 2007 wurde sie mit der Zeit von 2:42:21 h registriert, die ebenfalls einen Landesrekord dargestellt hätte. Es stellte sich jedoch heraus, dass sie unter dem Vorwand einer wissenschaftlichen Studie und unter falschem Namen einen anderen Läufer dazu veranlasst hatte, sich ihren ChampionChip zusätzlich zu seinem eigenen an seinem Schuh zu befestigen. Dieser Läufer teilte die Unstimmigkeiten nach dem Lauf dem Veranstalter mit.
Bei einer Pressekonferenz am 12. Oktober 2007 gab sie zu, sich mit der gleichen Methode schon beim Hamburg-Marathon desselben Jahres (wo sie ebenfalls vermeintlich einen Landesrekord aufgestellt hatte) ihre Qualifikation für den Marathon der Leichtathletik-Weltmeisterschaften 2007 in Ōsaka ermogelt zu haben, bei dem sie vier Wochen vor dem Berlin-Marathon den 53. Platz belegt hatte. Der Liechtensteiner Olympische Sportverband sperrte daraufhin Metzler-Mennenga lebenslang für die Olympischen Spiele und die Kleinstaatenspiele.
Aufsehen erregte ihr Fall insbesondere auch deshalb, weil kurz zuvor der mexikanische Politiker Roberto Madrazo ebenfalls des Sportbetrugs beim Berlin-Marathon überführt worden war.
Kerstin Metzler-Mennenga ist Physiotherapeutin und studiert Sport- und Bewegungswissenschaften an der ETH Zürich. Sie startet für den LC Uster.
Sie hält im Rückwärtslaufen mit 2:15:38 h die Weltbestzeit über die Halbmarathon-Distanz. Ebenso stellte sie zwischen 2006 und 2009 Weltrekorde über 5000 Meter, 10.000 Meter und über die Marathonstrecke auf.